# 高階瓏仙
高階 瓏仙（たかしな ろうせん、1876年12月15日 - 1968年1月19日）は、日本の仏教学者、僧侶。曹洞宗大学（現駒澤大学）教授。總持寺独住第12世貫首、永平寺第71世貫首、曹洞宗第18代管長、全日本仏教会長を歴任。道号は玉堂。

## 来歴
福岡県嘉穂郡臼井村生まれ。1890年永泉寺の高階黙仙住職について得度。1901年曹洞宗大学林（現駒澤大学）卒業。同年より曹洞宗の内地留学生として京都で仏教研究。1903年福岡県の永泉寺住職。1904年可睡斎の日置黙仙に4年に渡り随待参禅し、1905年静岡県の崇信寺住職となる。1909年曹洞宗大学教授に就任。1910年曹洞宗特選議員となり、以後宗議会議長、宗務院総務を歴任。1915年大学教授を辞し、福岡県の安国寺住職となる。1928年朝鮮布教総監、1931年可睡斎住職、1941年總持寺貫首、永平寺貫首、1944年曹洞宗管長に就任。1950年セイロンの第1回世界仏教徒会議に日本代表として出席。1957年全日本仏教会長に就任した。著書に「般若心経講義」「禅の要諦」「舌頭禅眛」などがある。
1968年1月19日遷化、91歳。